# Асен Милушев
Асен Милушев (2 март 1918 – 2 януари 2002), наричан по прякор Комара, е български футболист, полузащитник. Състезателната му кариера преминава в Локомотив (София).

## Биография
Милушев е възпитаник на школата на Локомотив (София) (тогава клубът се нарича ЖСК), като става първият юноша на клуба, който пробива в мъжкия отбор. Пъргав и техничен десен полузащитник. Влиза в първия състав през 1937 г. Две години по-късно има съществен принос за класирането на тима в Националната футболна дивизия. В първия квалификационен кръг бележи в продълженията единственото попадение за успеха с 1:0 като гост срещу Атлетик (Дупница).
През сезон 1939/40 става шампион на България с Локомотив, като в хода на националната дивизия изиграва 14 мача и бележи 3 гола. През 1945 печели за втори път титлата. С отбора става носител и на националната купа през 1948. Част от състава на „железничарите“, който през 1948/49 се състезава в първия сезон на новосформираната А група. Участва в 5 мача, след което прекратява състезателната си кариера.

## Успехи
Локомотив (София)
- Национална дивизия –  Шампион: 1939/40
- Държавно първенство –  Шампион: 1945
- Национална купа –  Носител: 1948